# عضرفوط متلون
العَضْرَفُوط المُتَلَوِّن أو قاضي الجبل المصري (باللاتينية: Trapelus mutabilis) (بالإنجليزية: Egyptian agama) أو (بالإنجليزية: desert agama) ، هو نوع ينتمي إلى (فصيلة: Agamidae) .

## روابط خارجية
- زواحف المملكة العربية السعودية
- الزواحف والبرمائيات في مصر
- التنوع البيولوجي في مصر[وصلة مكسورة]